# Jean Augustin Daiwaille

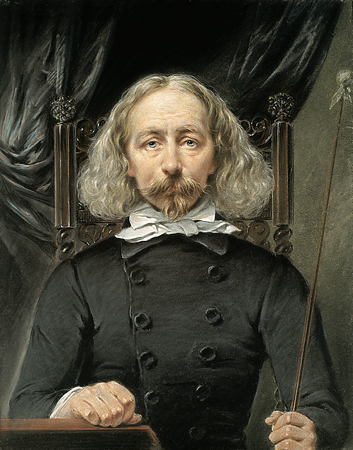
Jean Augustin Daiwaille, Selbstporträt um 1845

Jean Augustin Daiwaille (* 6. August 1786 in Köln; † 11. April 1850 in Rotterdam, Königreich der Niederlande) war ein niederländischer Porträtmaler der Romantik und Lithograf.

## Leben
Jean Augustin Daiwaille wurde in Deutschland geboren, gelangte aber im Alter von zwei Jahren in die Niederlande. In Amsterdam war er Schüler des Malers Adriaan de Lelie. Daiwaille unterwies seine Kinder Alexander Joseph Daiwaille und Elise Thérèse Daiwaille sowie Cornelis Kruseman, Abraham Hulk, Pieter Veldhuijzen und seinen späteren Schwiegersohn Barend Cornelis Koekkoek in Malerei. 
1812 erhielt er den Preis der Zeichenakademie der Stadt Amsterdam (niederländisch Prijs Stads-Tekenakademie Amsterdam). Von 1820 bis 1826 leitete er als Direktor die Königliche Akademie der Schönen Künste Amsterdam. Von 1826 bis 1828 hielt er sich in Brasilien auf und erwog in das dortige Bahia auswandern. Er gründete 1828 zusammen mit seinem ehemaligen Studenten Pieter Veldhuijzen eine lithografische Druckerei in Amsterdam, die sie 1832 nach Rotterdam verlegten. Hier war er bis zu seinem Tod 1850 als Porträtmaler tätig.

## Werke (Auswahl)

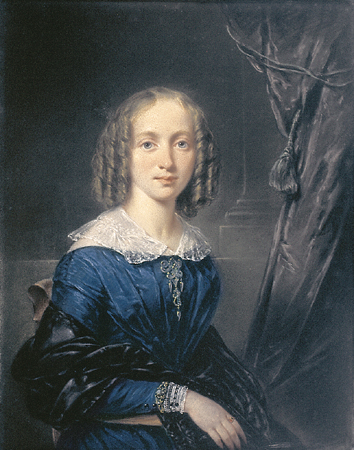
Porträt seiner Tochter Elise Thérèse Daiwaille, etwa 1835, B.C. Koekkoek-Haus Kleve
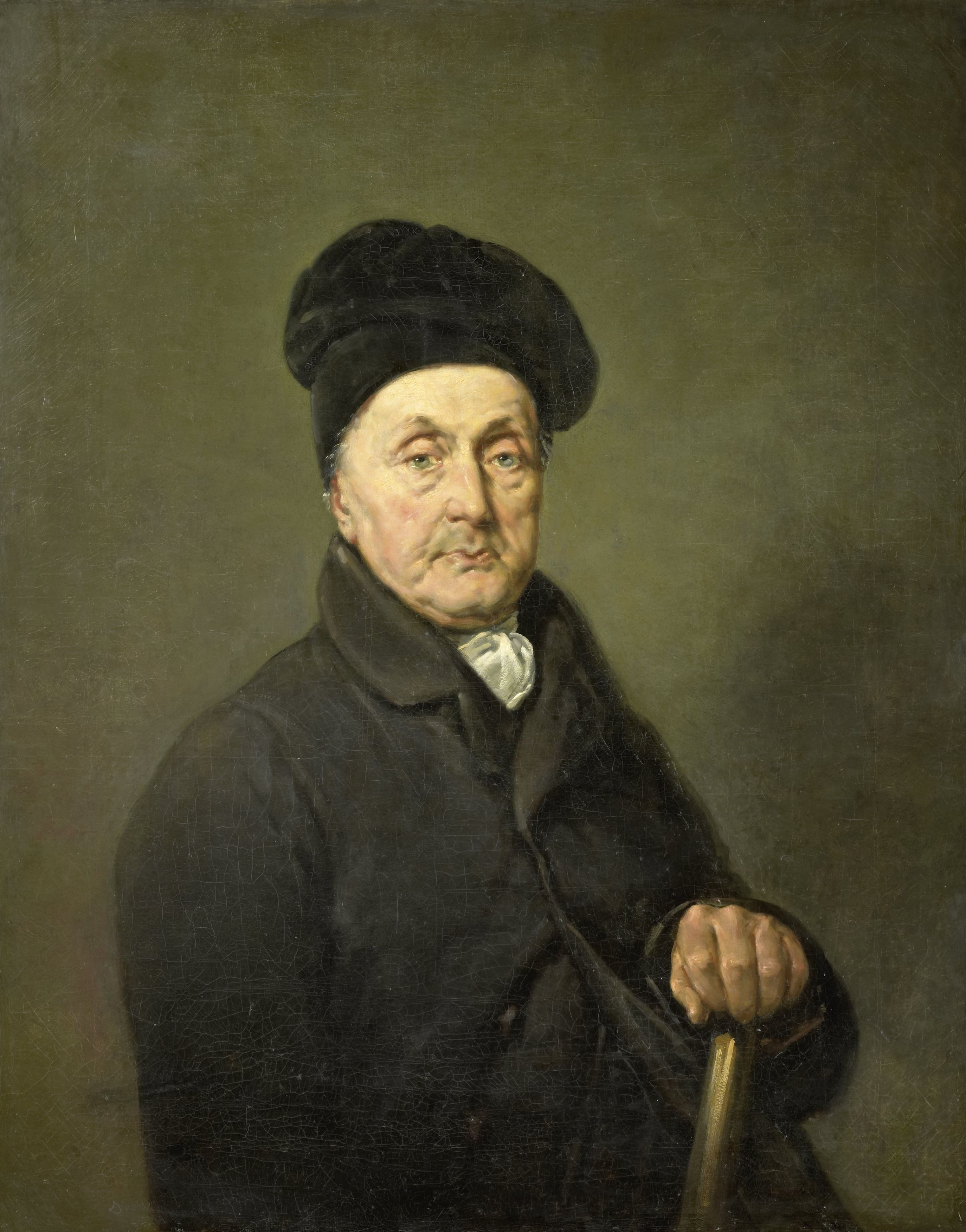
Porträt Hendrik van Demmeltraadt, zwischen 1810 und 1819, Rijksmuseum Amsterdam
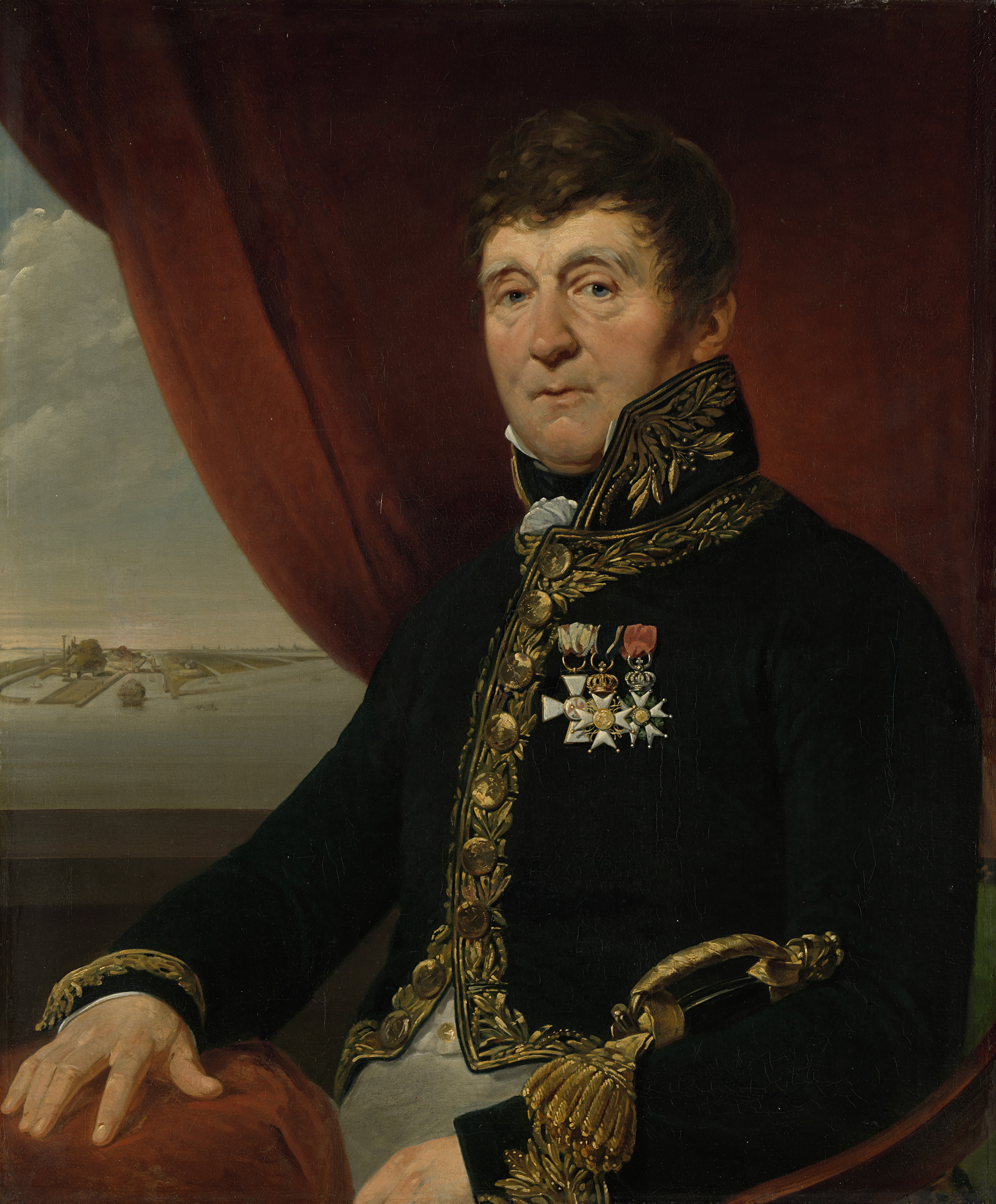
Porträt Jan Blanken Junior, zwischen 1820 und 1838, Rijksmuseum Amsterdam
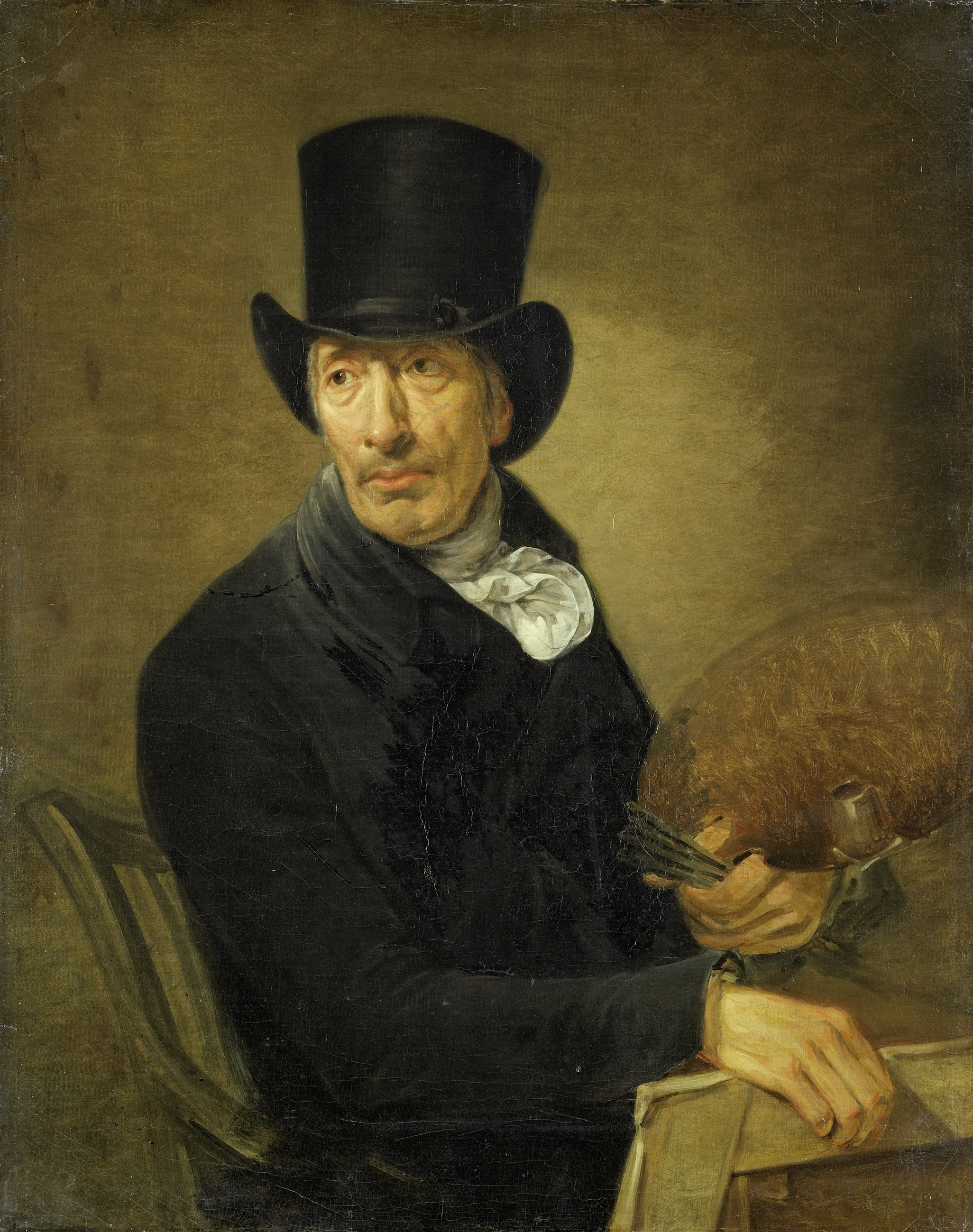
Porträt Pieter Barbiers, zwischen 1810 und 1830, Rijksmuseum Amsterdam
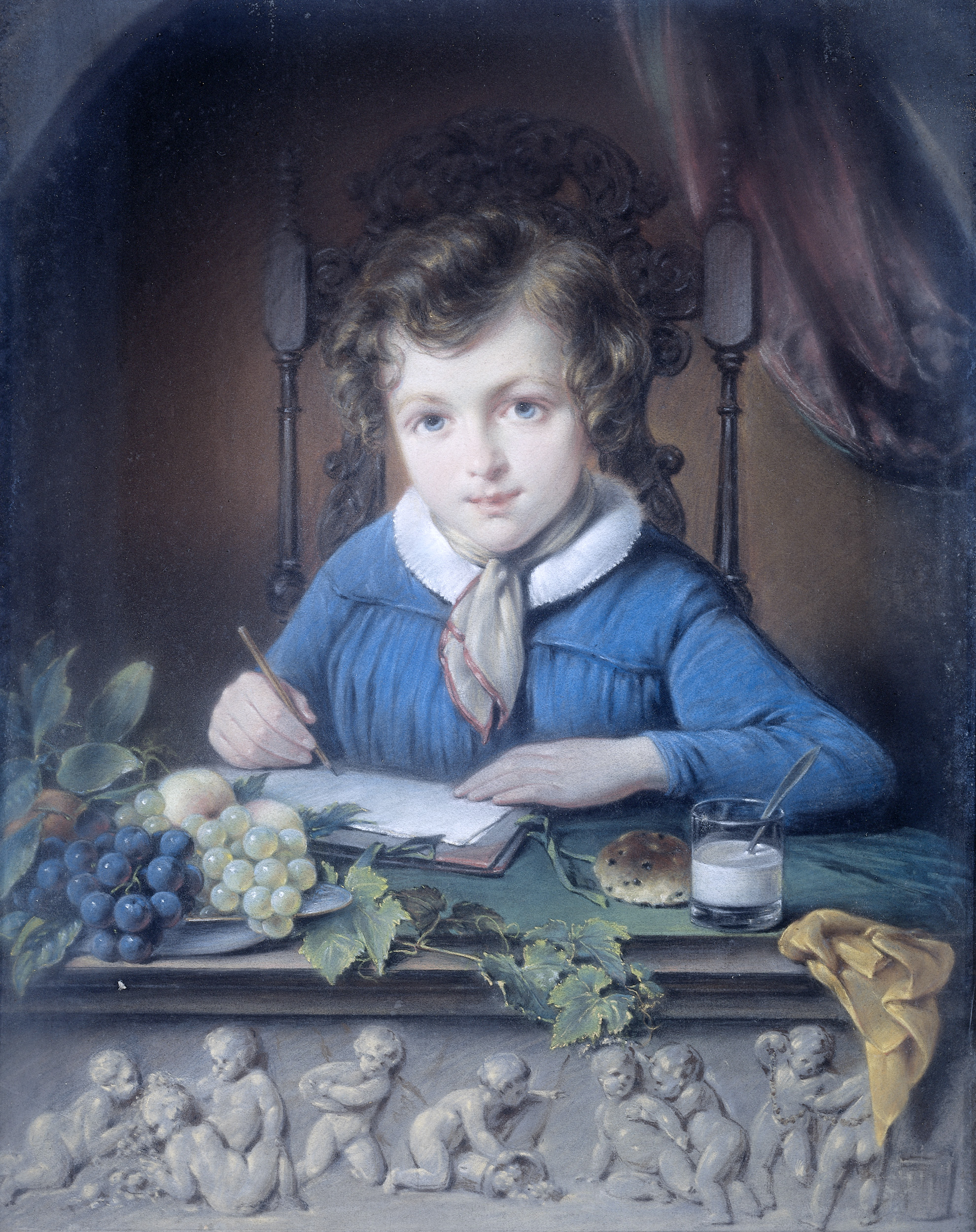
Porträt eines Jungen, zwischen 1830 und 1850, Rijksmuseum Amsterdam
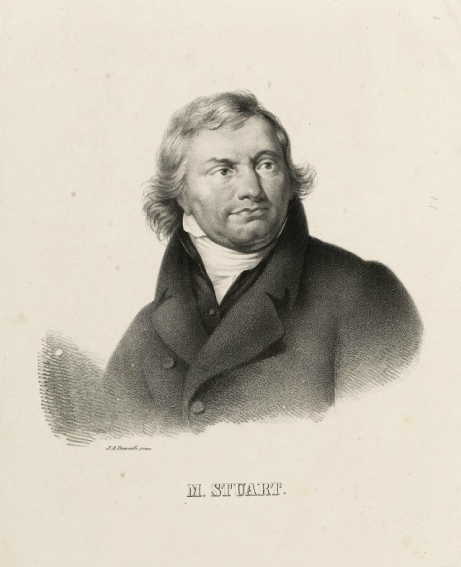
Porträt Martinus Stuart, etwa 1790